# Fédération monégasque d'athlétisme
La Fédération monégasque d'athlétisme (FMA) è una federazione sportiva che ha il compito di promuovere la pratica dell'atletica leggera e coordinarne le attività dilettantistiche ed agonistiche nel Principato di Monaco.